# Маутерндорф

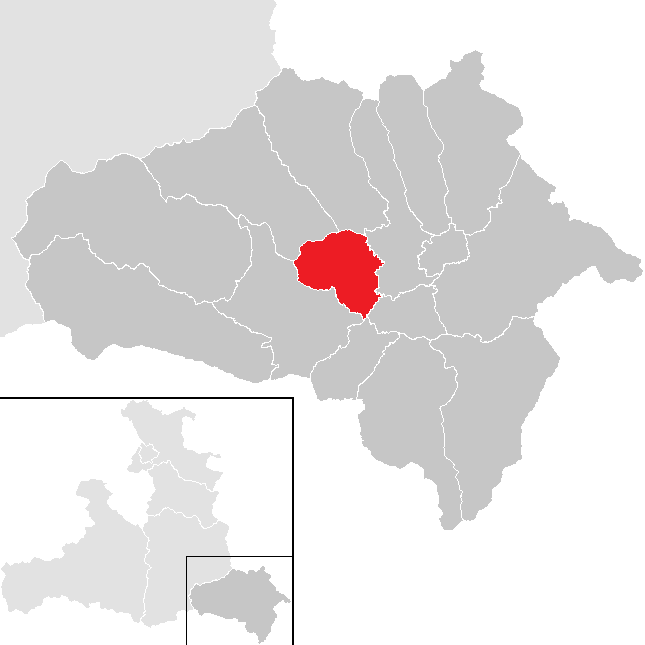
Комуна Маутерндорф на карті округи Тамсвег. У лівому нижньому кутку показано розташування округи Тамсвег на карті федеральній землі Зальцбург.

Маутерндорф (нім. Mauterndorf) — ярмаркова громада у Австрії, у федеральної землі Зальцбург. Входить до складу округи Тамсвег.
Населення становить 1752 чоловік (2010). Займає площю 32,71 км 2.
Уряд громади складається з 17 членів.

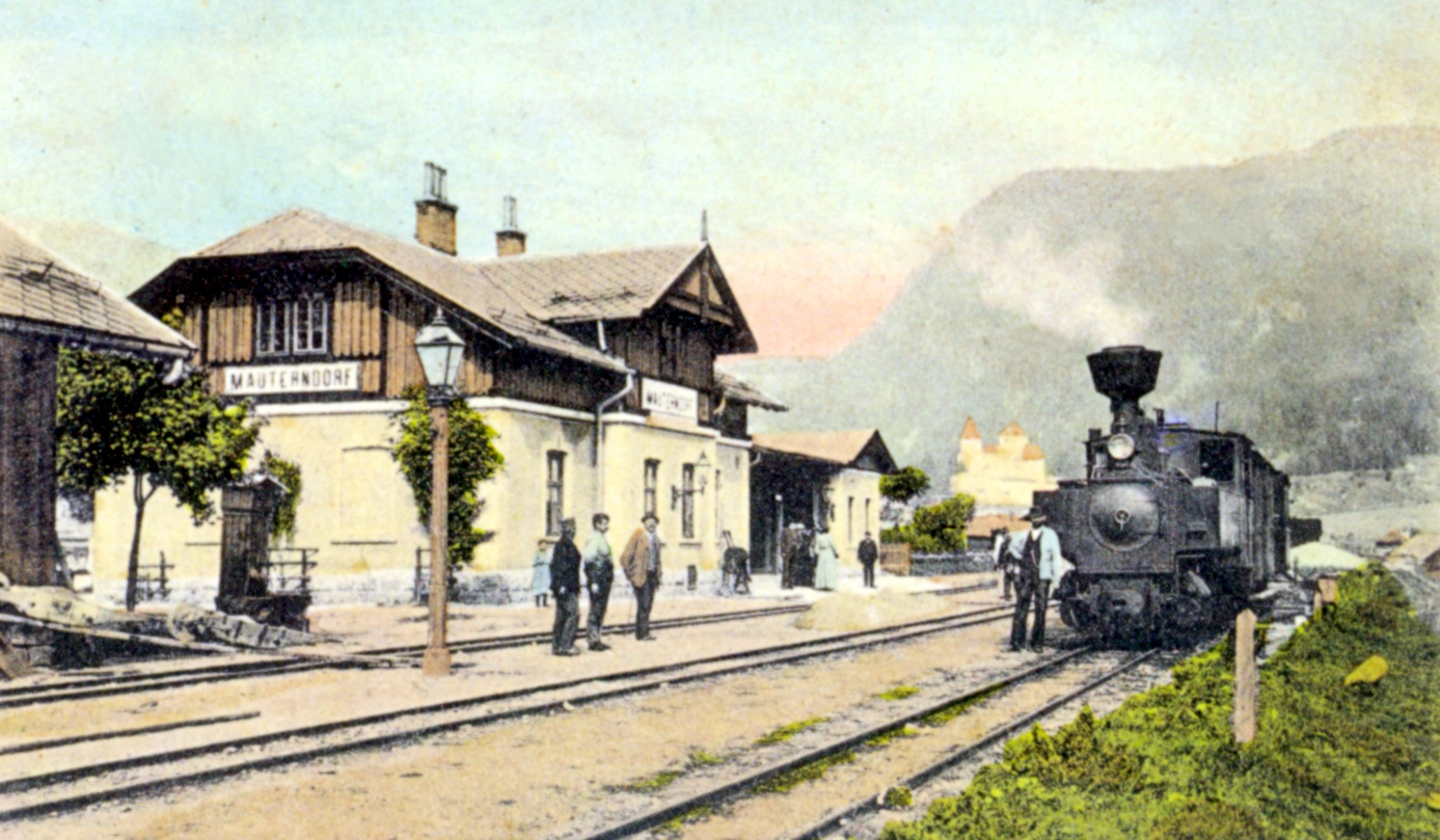
Маутерндорф. Залізнична станція. 1900-і роки.

|  |  |  |  |